# Losowanie
Losowanie – czynność polegająca na wyciąganiu lub wybieraniu określonych liczb lub przedmiotów (los, karta, kupon, żeton itp.) w sposób wykluczający wpływ osoby losującej na wynik tej czynności. 
Przykładem losowania jest: rzut kością do gry, wyciąganie karty z talii.
W rachunku prawdopodobieństwa losowanie jest formalizowane jako zmienna losowa o rozkładzie dyskretnym. 
W przypadku powtarzania losowania, można je wykonywać na dwa sposoby:
- losowanie bez zwracania (bez powtórzeń, losowanie zależne) – raz wylosowany obiekt może być wylosowany co najwyżej raz Zmienne losowe opisujące poszczególne jednostkowe losowania są wówczas zależne.
- losowanie ze zwracaniem (z powtórzeniami, losowanie niezależne) – każdy obiekt może być wylosowany wiele razy. Zmienne losowe opisujące poszczególne jednostkowe losowania są wówczas niezależne.

Losowanie jest w statystyce sposobem wykonywania doboru próby losowej.
Losowanie jest popularną formą zestawiania drużyn w sporcie. Często losowanie bywa poprzedzone rozstawieniem drużyn.